# Ahlum (Wolfenbüttel)
Ahlum ist ein Stadtteil der Kreisstadt Wolfenbüttel im gleichnamigen Landkreis Wolfenbüttel in Niedersachsen. Der Ort weist noch eine dörfliche Struktur auf.

## Geographie
Ahlum liegt etwa zwei Kilometer östlich der Ostgrenze der Wolfenbütteler Kernstadt. Der Ort liegt in der baumarmen Landschaft des Salzdahlumer Hügellands. Etwa einen Kilometer südlich von Ahlum fließt die Altenau in der Schöppenstedter Mulde, deren Böden aufgrund ihrer dicken Lössschicht eine hohe Fruchtbarkeit aufweisen. Weiter südlich findet man in fußläufiger Entfernung den Höhenzug Asse.
Benachbarte Ortschaften sind, von Westen beginnend im Uhrzeigersinn, Wolfenbüttel, Atzum, Salzdahlum, Apelnstedt, Dettum und Wendessen.

## Geschichte
Siedlungsspuren sind schon in der Stein- und Bronzezeit für Ahlum nachweisbar. Schon damals erkannte man die große Fruchtbarkeit der dortigen Böden.
Ein Ort namens Aluchi wurde bereits 826 erwähnt, jedoch ist unklar, ob es sich um das heutige Ahlum handelt. 888 gab es einen Ort Odonhem, vermutlich das heutige Ahlum. Ab 1178 sind die Ortsnamen Adenheim, Adenem, Odenem und Alen für den heutigen Ort verbürgt. Erst nach der Reformation wurden die Schreibweisen Ahlum und Ahlen eingeführt.
Ahlum stand jahrhundertelang unter dem Einfluss geistlicher Institutionen, beginnend mit dem Bistum Halberstadt. Noch heute gibt es ein bedeutendes Klostergut im Ort. Die ursprüngliche Bezeichnung war Klosterhof. Er war bis 1918 eine herzogliche Domäne, bis 1945 eine Domäne des Landes Braunschweig und gehört heute zum Kloster- und Studienfond.
1627, während des Dreißigjährigen Krieges, wurde Ahlum zusammen mit einigen Nachbarorten von Truppen des dänischen Königs Christian IV. verwüstet.
Am 1. März 1974 wurde die bis dahin selbstständige Gemeinde Ahlum nach Wolfenbüttel eingemeindet.
Von ca. 1970 bis 1998 war Peter Schwarz (CDU) Ortsbürgermeister. Von 1998 bis November 2011 war Ralf Mühlenkamp (CDU) Ortsbürgermeister.

## Politik

### Ortsrat
Der Ortsrat, der Ahlum vertritt, setzt sich aus sieben Mitgliedern zusammen. Die Ratsmitglieder werden durch eine Kommunalwahl für jeweils fünf Jahre gewählt.
Bei der Kommunalwahl 2021 ergab sich folgende Sitzverteilung:
| Ortsrat 2021Insgesamt 7 Sitze - SPD: 3 - Grüne: 1 - Unabh.: 1 - CDU: 2 |

### Ortsbürgermeister
Ortsbürgermeister ist Siegfried Hauptstein (SPD).
Seine Stellvertreter sind Andreas Glier (CDU) und Arnd Rusche (SPD).

### Wappen
Das Wappen zeigt auf blauem Grund schräg gekreuzt ein goldenes Schwert und einen goldenen Krummstab, überdeckt von einer goldenen Ähre.
Die Farben Blau-Gold erinnern an die über siebenhundertjährige Zugehörigkeit Ahlums zu Braunschweig. Der überwiegende Einfluss geistlicher Institutionen auf den Ort wird durch den Krummstab versinnbildlicht. Die Ähre verweist auf die große Bedeutung der Landwirtschaft für die Bewohner von Ahlum.

## Kultur und Sehenswürdigkeiten
- Das unter Denkmalschutz stehende Klostergut Ahlum war einst im Besitz des Herzogs von Wolfenbüttel.
- Die Ahlumer Kirche St. Marien wurde in den Jahren 1855–1860 an Stelle einer viel älteren Vorgängerkirche errichtet, deren Turm einer inschriftlichen Jahreszahl zufolge 1345 aufgestockt wurde.[7]
- Am 23. Juni 2007 wurde die Ahlumer Heimatstube eröffnet. Dort werden zahlreiche Exponate zur Geschichte Ahlums, beispielsweise Schulinventar und landwirtschaftliche Geräte, sowie eine umfangreiche Mineraliensammlung ausgestellt.[8]

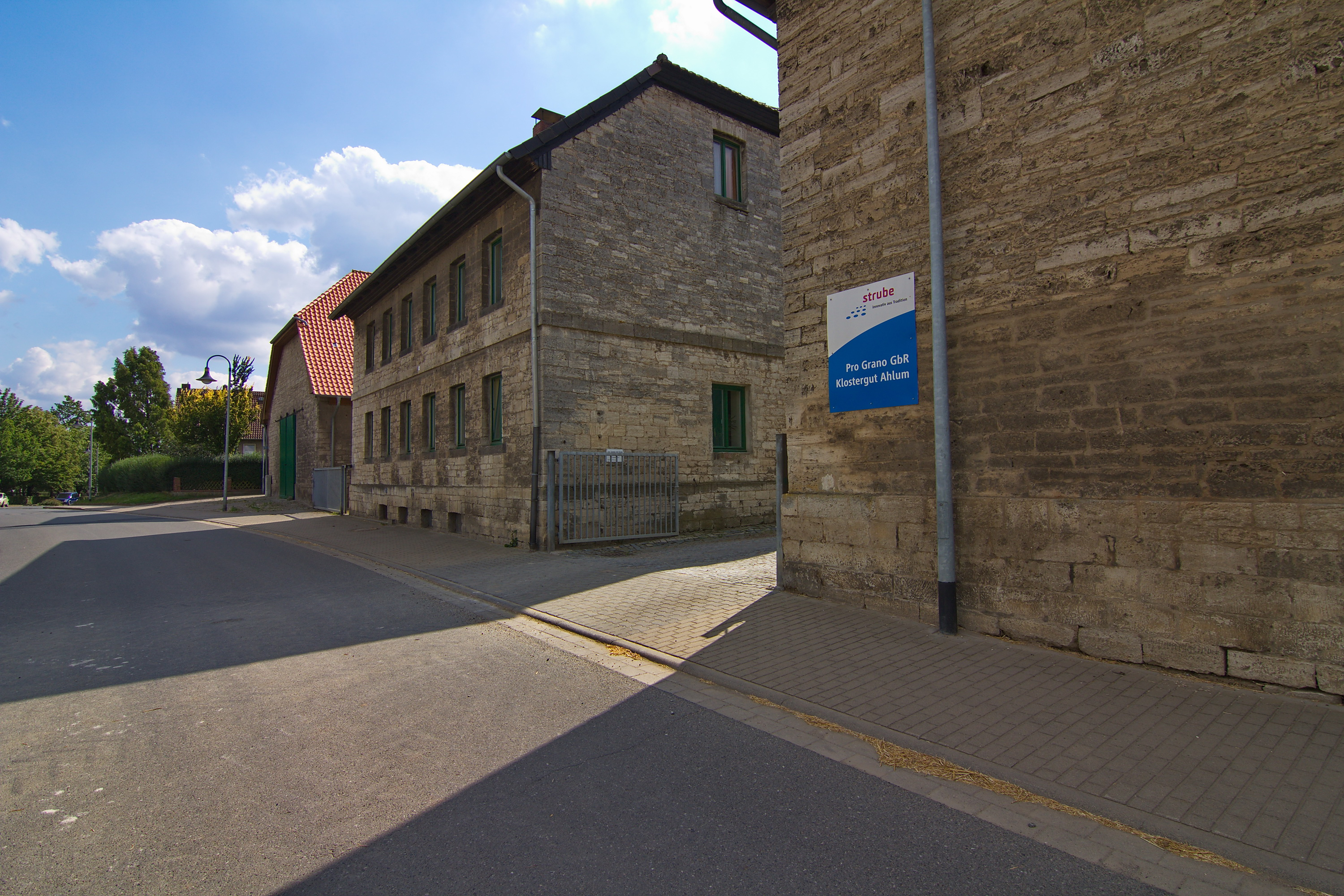
Klostergut
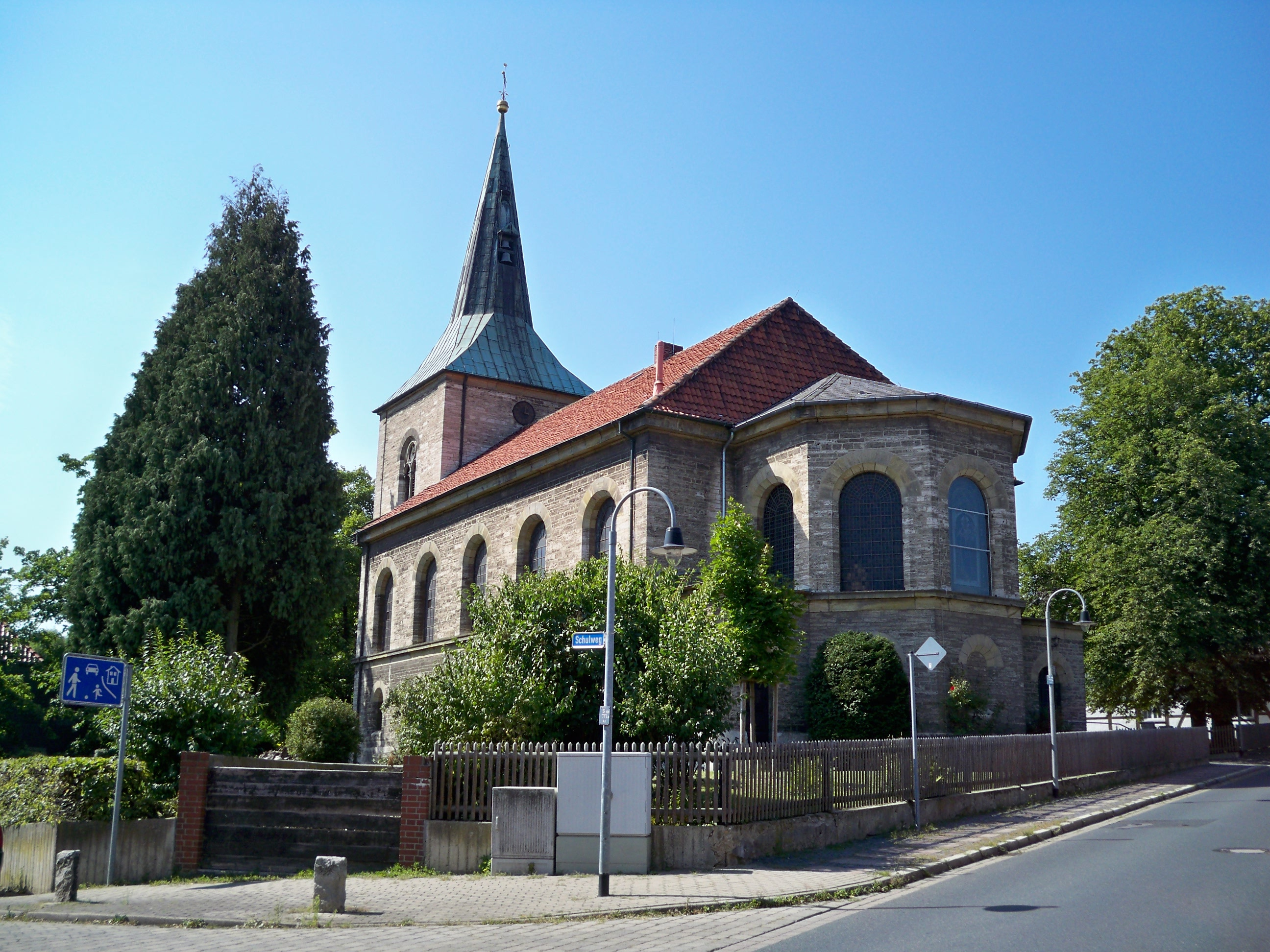
Dorfkirche von Südosten
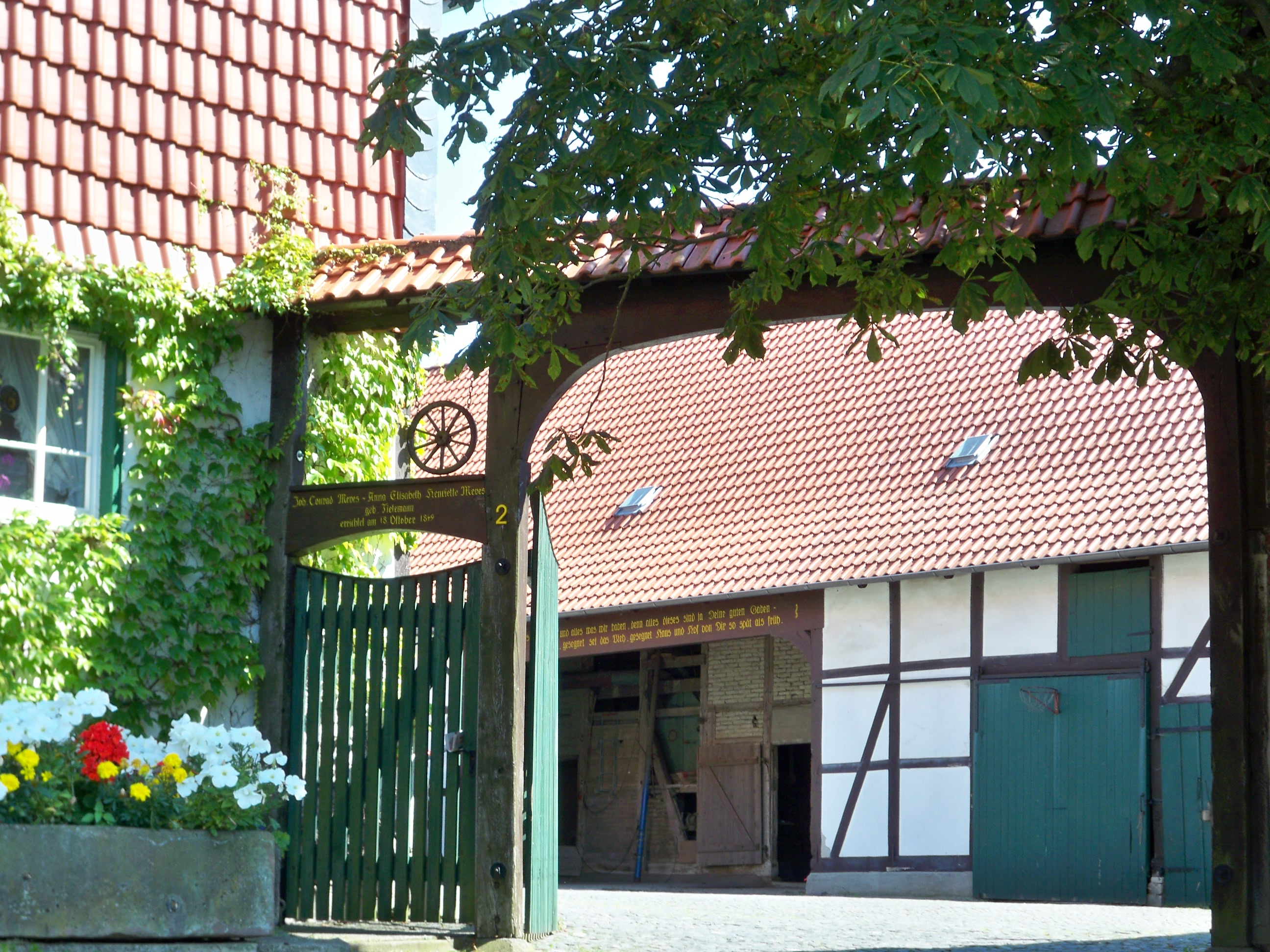
Haus im Zentrum

## Wirtschaft und Infrastruktur
Ahlum liegt an den Landesstraßen Wolfenbüttel–Schöppenstedt und Wendessen–Braunschweig. Eine Buslinie verbindet den Ort im Stundentakt mit Wolfenbüttel.
Bis 1950 wurde im Personenverkehr der Bahnhof Ahlum westlich des Ortes bedient. Betreiber der Strecke war die Braunschweig-Schöninger Eisenbahn. Die Strecke führte von Braunschweig über Hötzum und Ahlum nach Mattierzoll.

## Vereine
Der Sportverein des Ortes ist Sportfreunde Ahlum (kurz: SF Ahlum). Weiterhin gibt es in Ahlum einen Schützenverein, einen Tennisverein, einen Frauenchor, einen Männergesangverein, einen Seniorenkreis und die Freiwillige Feuerwehr Ahlum mit ihrer Jugendfeuerwehr.

## Persönlichkeiten
- Ernst Kunkel (1901–1981), Politiker, in Ahlum geboren
- Normen Odenthal (* 1972), Fernsehjournalist, wuchs in Ahlum auf